# 와이어 (밴드)
와이어(Wire)는 1976년 10월 콜린 뉴먼 (보컬, 기타), 그레이엄 루이스 (베이스, 보컬), 브루스 길버트 (기타), 조지 길 (리드 기타), 로버트 그레이 (드럼)에 의해 1976년 10월 런던에서 결성된 영국의 록 밴드이다. 그들은 원래 《The Roxy London WC2》 음반에 출연했으며, 포스트펑크의 발전에 중요한 역할을 했으며, 데뷔 음반 《Pink Flag》는 하드코어 펑크에 영향을 미쳤다.
와이어는 풍부하게 디테일하고 분위기 있는 사운드와 잘 알려지지 않은 서정적인 주제로 인해 최종적이고 매우 영향력 있는 아트 펑크 및 포스트펑크 밴드로 여겨진다. 그들은 초기 노이즈 록 스타일에서 기타 효과와 신시사이저의 증가된 사용을 포함하는 더 복잡하고 구조화된 사운드로 꾸준히 발전했다(1978년의 《Chairs Missing》과 1979년의 《154》). 그 밴드는 그들의 경력 동안 노래 편곡을 실험한 것으로 명성을 얻었다.

## 음반 목록
스튜디오 음반
- Pink Flag (1977)
- Chairs Missing (1978)
- 154 (1979)
- The Ideal Copy (1987)
- A Bell Is a Cup (1988)
- IBTABA (1989)
- Manscape (1990)
- The Drill (1991)
- The First Letter (1991)
- Send (2003)
- Object 47 (2008)
- Red Barked Tree (2010)
- Change Becomes Us (2013)
- Wire (2015)
- Nocturnal Koreans (2016)
- Silver/Lead (2017)[4]
- Mind Hive (2020)[5]
- 10:20 (2020)